# Зеда-Дзимити
Зеда-Дзимити (груз. ზედა ძიმითი) — село в Грузии, на территории Озургетского муниципалитета края (мхаре) Гурия.

## География
Село находится в западной части Грузии, к северу от реки Супсы, на расстоянии приблизительно 8 километров (по прямой) к северо-востоку от города Озургети, административного центра муниципалитета. Абсолютная высота — 140 метров над уровнем моря.

## Население
По результатам официальной переписи населения 2014 года, в Зеда-Дзимити проживало 330 человек (164 мужчины и 166 женщин). В национальной структуре населения грузины составляли 99,4 %, азербайджанцы — 0,3 %, русские — 0,3 %.
| Год  | Население, человек |
| ---- | ------------------ |
| 2002 | 751                |
| 2014 | ↘ 330              |